# Gare de Roanne
Ne doit pas être confondue avec la gare belge de Roanne-Coo.
La gare de Roanne est une gare ferroviaire française de la ligne de Moret - Veneux-les-Sablons à Lyon-Perrache. Elle est située sur le territoire de la commune de Roanne, sous-préfecture du département de la Loire en région Auvergne-Rhône-Alpes.
Construite par la Compagnie du chemin de fer de Paris à Orléans (PO), elle est mise en service en 1858 par la Compagnie des chemins de fer de Paris à Lyon et à la Méditerranée (PLM). C'est une gare de la Société nationale des chemins de fer français (SNCF) desservie par des trains Intercités et des trains express régionaux du réseau TER Auvergne-Rhône-Alpes. Elle est ouverte au service Fret SNCF.

## Situation ferroviaire
Établie à 284 mètres d'altitude, la gare de Roanne est située au point kilométrique (PK) 420,471 de la ligne de Moret - Veneux-les-Sablons à Lyon-Perrache, entre les gares ouvertes de Saint-Germain-des-Fossés et du Coteau. Elle est séparée de Saint-Germain-des-Fossés par les gares aujourd'hui fermées de Saint-Gérand-Le Puy - Magnet, Lapalisse - Saint-Prix, Arfeuilles - Le Breuil, Saint-Pierre-Laval (halte), Saint-Martin - Sail-les-Bains, La Pacaudière, Changy (halte) et Saint-Germain-Lespinasse.

## Histoire

### Gare PLM (1858-1938)
La création d'une gare à Roanne prend forme avec le projet d'une ligne d'Andrézieux à Roanne. Mais l'emplacement, à Roanne en passant par le pont de pierre, retenu par les promoteurs pour la position de la gare, mais cette proposition rencontre une opposition forte de la municipalité de Roanne. La position retenue pour la gare terminus est sur la rive droite de la Loire au Coteau, près de l'ancien bras du fleuve.
Il faut finalement attendre 1852 et la concession d'une « liaison Saint-Germain des Fossés-Roanne » à la Compagnie du chemin de fer de Paris à Orléans (PO) pour que le projet d'une gare à Roanne reprenne forme. La concession passe au Syndicat du Bourbonnais avant d'entrer dans le giron de la nouvelle Compagnie des chemins de fer de Paris à Lyon et à la Méditerranée (PLM), tout en étant construite par le PO. La gare est mise en service le 7 juin 1858 par le PLM lorsqu'il ouvre la section de La Palisse à Roanne. La traversée de la ville, sur trois kilomètres, est encore en chantier. La mise en service a lieu le 3 novembre 1858, la section comportant trois ponts : sur le Renaison, sur un ancien bras de la Loire et, le plus grand, comprenant sept arches de 28 m d'ouverture, sur la Loire.
En 1867, des travaux d'agrandissement de la gare consistent à ajouter une nouvelle travée à la salle des voyageurs et l'installation d'une marquise. En 1880, le pavage de l'avenue de la gare des marchandises est réalisé. En 1882, l'ouverture de la relation entre Roanne et Paray-le-Monial nécessite un réaménagement des voies, par ailleurs du côté de la cour, un trottoir est réalisé le long du bâtiment voyageurs et pour les services de la petite vitesse un nouveau bureau est aménagé pour s'occuper de la reconnaissance des colis et du camionnage.
Au début des années 1900, le tramway de Roanne croisait à niveau la ligne de Moret - Veneux-les-Sablons à Lyon-Perrache au passage à niveau de la rue Mulsant.
En 1911, la gare figure dans la nomenclature des gares du PLM. C'est une gare ouverte au service complet de la Grande Vitesse et de la Petite Vitesse. Elle peut expédier et recevoir des dépêches privées. Elle est située sur la sixième section, de la ligne de Roanne à Montchanin et sur la troisième section de la ligne de Saint-Germain-des-Fossés à Lyon, par Tarare. On note également la présence de l'embranchement menant à la gare du port de Roanne qui n'est ouverte qu'au service de la petite vitesse.

Au début des années 1900
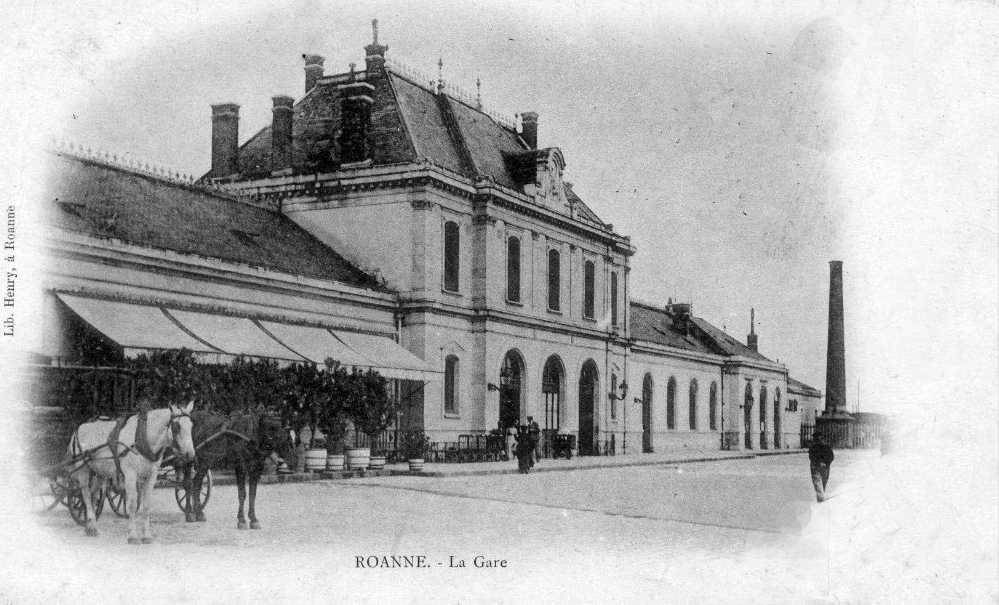
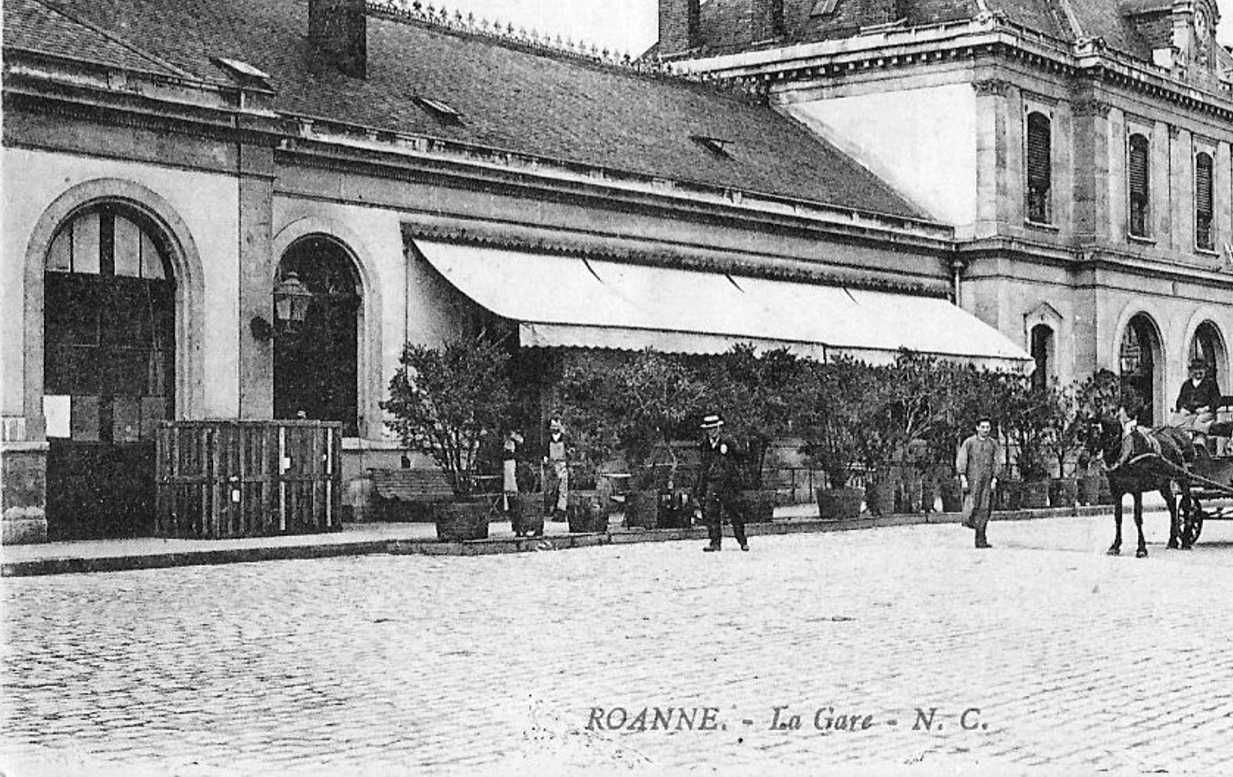
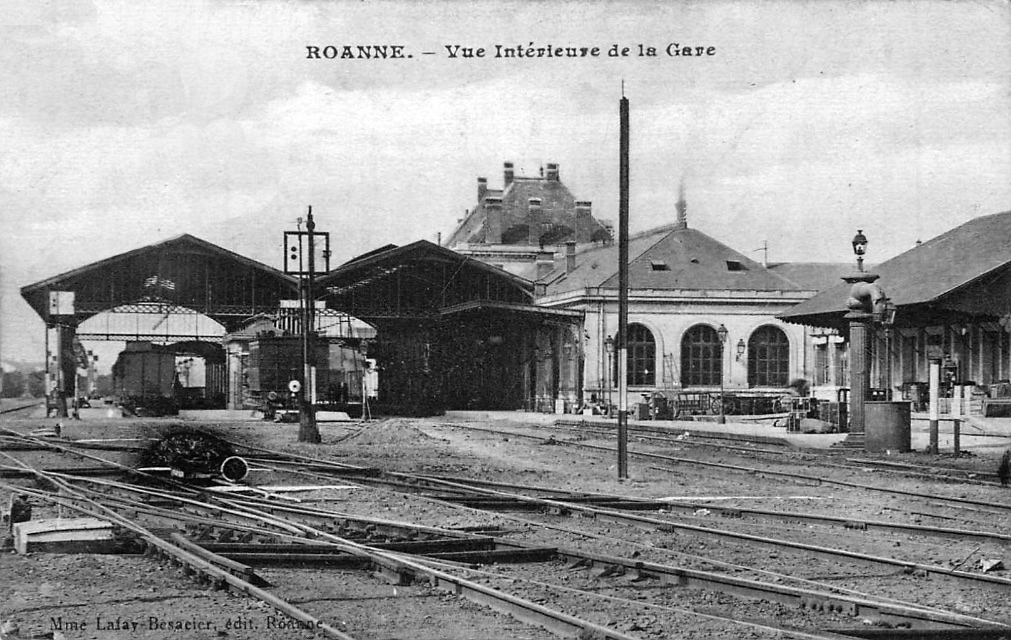

### Gare SNCF (depuis 1938)
En 1953, l'ancien emplacement du service des expéditions de la gare est réaménagé en gare routière pour y regrouper les autocars des lignes urbaines et péri-urbaines de Roanne. La nouvelle gare routière est inaugurée le 14 juin 1954.
Dans les années 1960, le restaurant des Frères Troisgros situé devant la gare, connu et reconnu notamment pour son escalope de saumon à l'oseille créé en 1962, est à l'origine des couleurs utilisées pour la rénovation des façades de la gare peintes en rose et vert,. C'est au cours de ces chantiers que la gare est repeinte avec des couleurs jaune et blanche

La gare aux couleurs du saumon à l'oseille des Troisgros
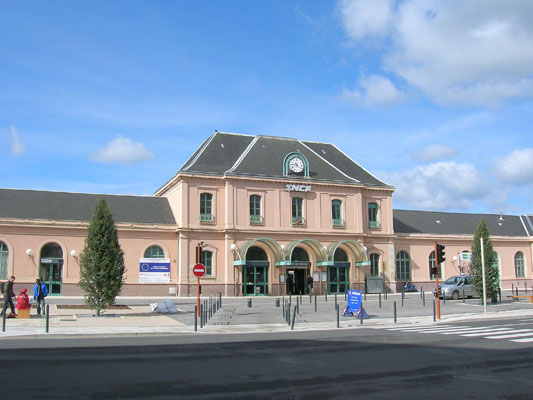
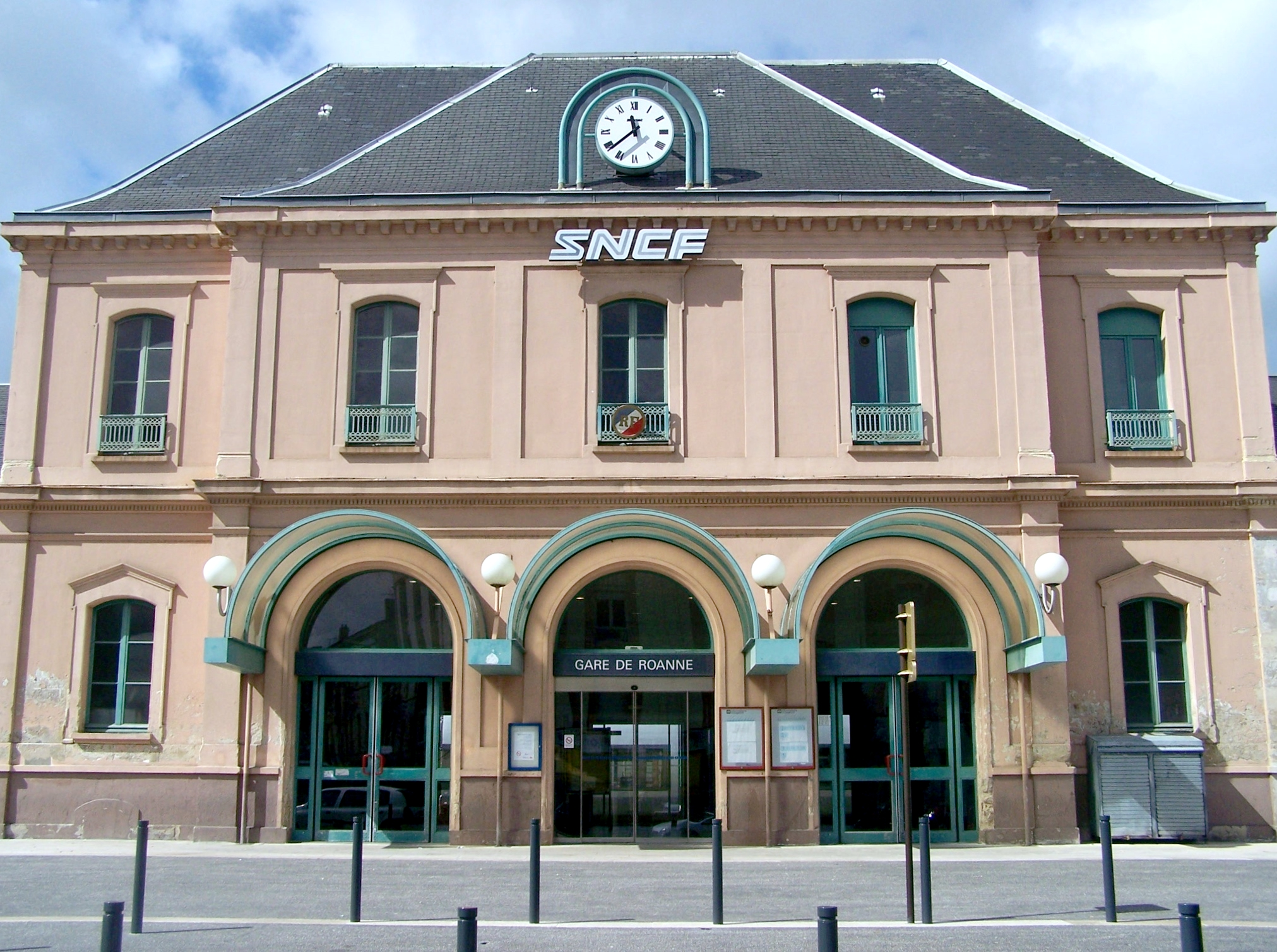

En 2004, l'ancienne gare routière est détruite en prévision de la création d'un complexe de service et de loisirs, comportant un multiplexe et un parking de 355 places. Ce projet est un élément de celui plus globale du pôle d'échanges de la gare de Roanne, prévu notamment pour « renouveler l'urbanisme du quartier de la gare pour renforcer son attractivité et réunifier les quartiers de la gare et Mulsant » et « développer l'accessibilité et l'intermodalité des gares routière et ferroviaire ». Le projet prévoit : la rénovation du bâtiment de la gare, extérieur et intérieur ; le réaménagement du parvis en privilégiant les circulations piétonnes ; en aménageant l'accessibilité de tous les lieux, la création d'un parking rue Pierre Semard, l'installation d'une billetterie automatique, le remplacement de la passerelle par une autre, plus large et plus sécurisée, disposant d'ascenseurs pour l'accessibilité, et permettant les échanges entre la gare ferroviaire, la gare routière, le centre de loisir du Multiplex, le quartier Mulsant. Le pôle de loisir comprenant un Multiplexe est ouvert en 2007.
Le 12 février 2008 que, l'État, la Région, le Département, La SNCF, Le Réseau ferré de France, Le Grand Roanne et la Ville, signent une convention pour le financement du projet de pôle d'échanges, pour un coût de 13,3 M€. Le chantier doit ouvrir au mois de mai et s'achever à l'été 2008. Les mises en service s'échelonnent au cours de l'année 2008. La nouvelle passerelle, permet les relations entre : la gare et ses quais, la gare routière et le centre de loisir avec un parking en sous-sol. Le site comporte également un parc fermé pour les vélos, des parkings gratuit ou payant, des espaces de dépose minute. L'accessibilité pour les personnes à la mobilité réduite est réalisée sur l'ensemble des relations piétonnes. En 2009, l'intérieur de la gare (hall, espace de vente, salle d'attente et point accueil) est totalement refait à neuf. L'architecture s'inspire de celle que l'on trouve à Saint-Étienne-Châteaucreux ou à Vienne et Valence. Le 24 août 2010, la gare de Roanne est la première en France à proposer une crèche à l'attention des usagers des trains régionaux. Elle est installée dans une ancienne bagagerie de la gare sur 150 m2 et propose son service du lundi au vendredi de 7 h à 19 h.

La gare en jaune et blanc
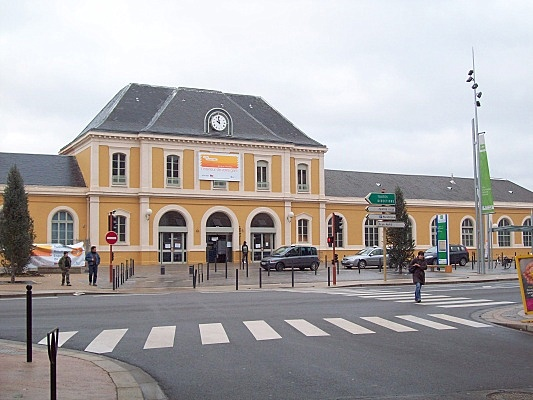
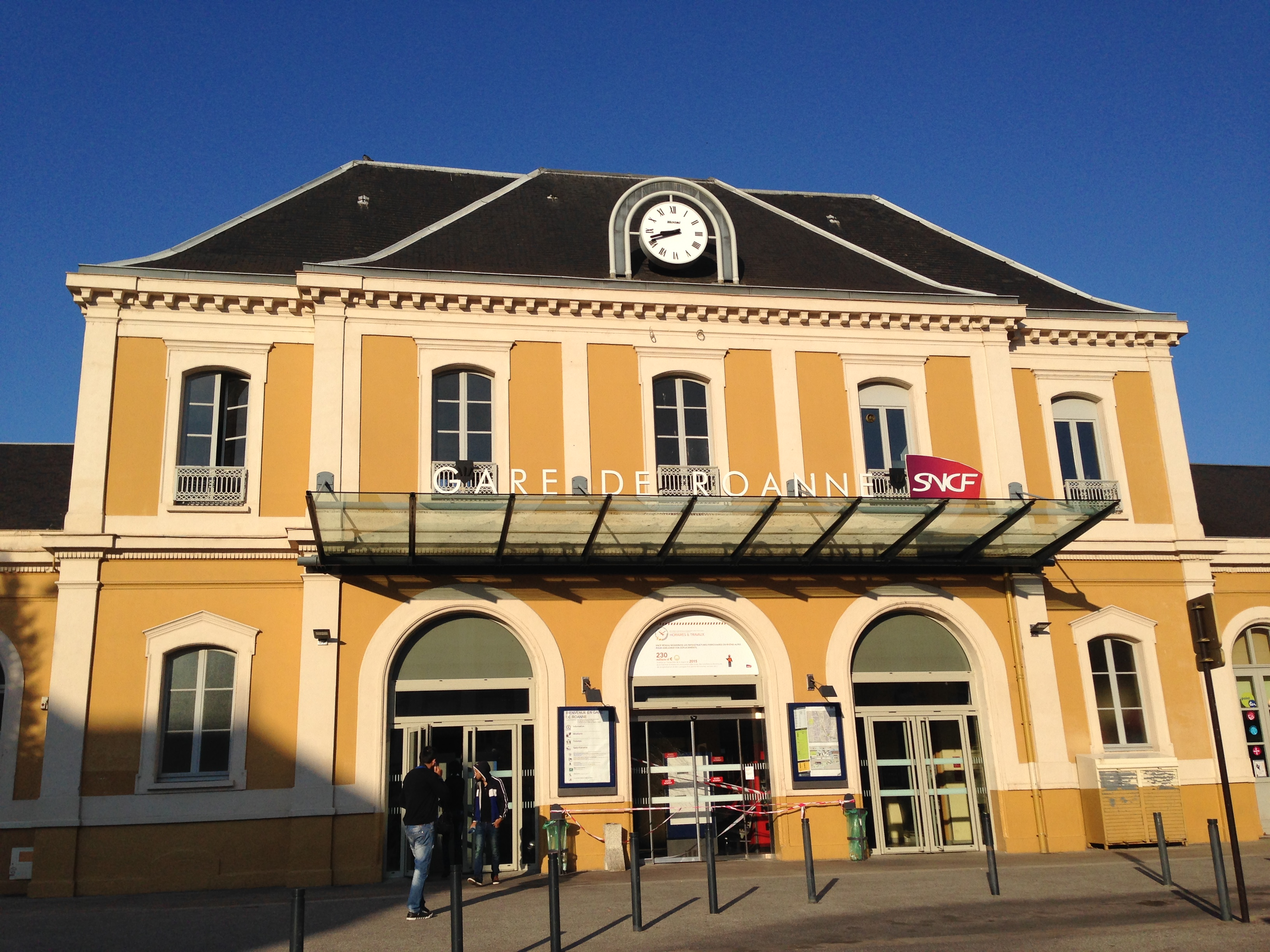

En 2021, la SNCF estime la fréquentation annuelle de cette gare à 777 719 voyageurs. Elle s'élevait à 619 152 en 2020, 939 323 en 2019, 852 143 en 2018, 1 001 053 en 2017, 950 175 en 2016 et 966 343 en 2015.

## Service des voyageurs

### Accueil
Gare SNCF, elle dispose d'un bâtiment voyageurs, avec guichet, ouvert tous les jours. Elle est équipée d'automates pour l'achat de titres de transport. C'est une gare avec des aménagements, équipements et services pour les personnes à la mobilité réduite. 

Installations
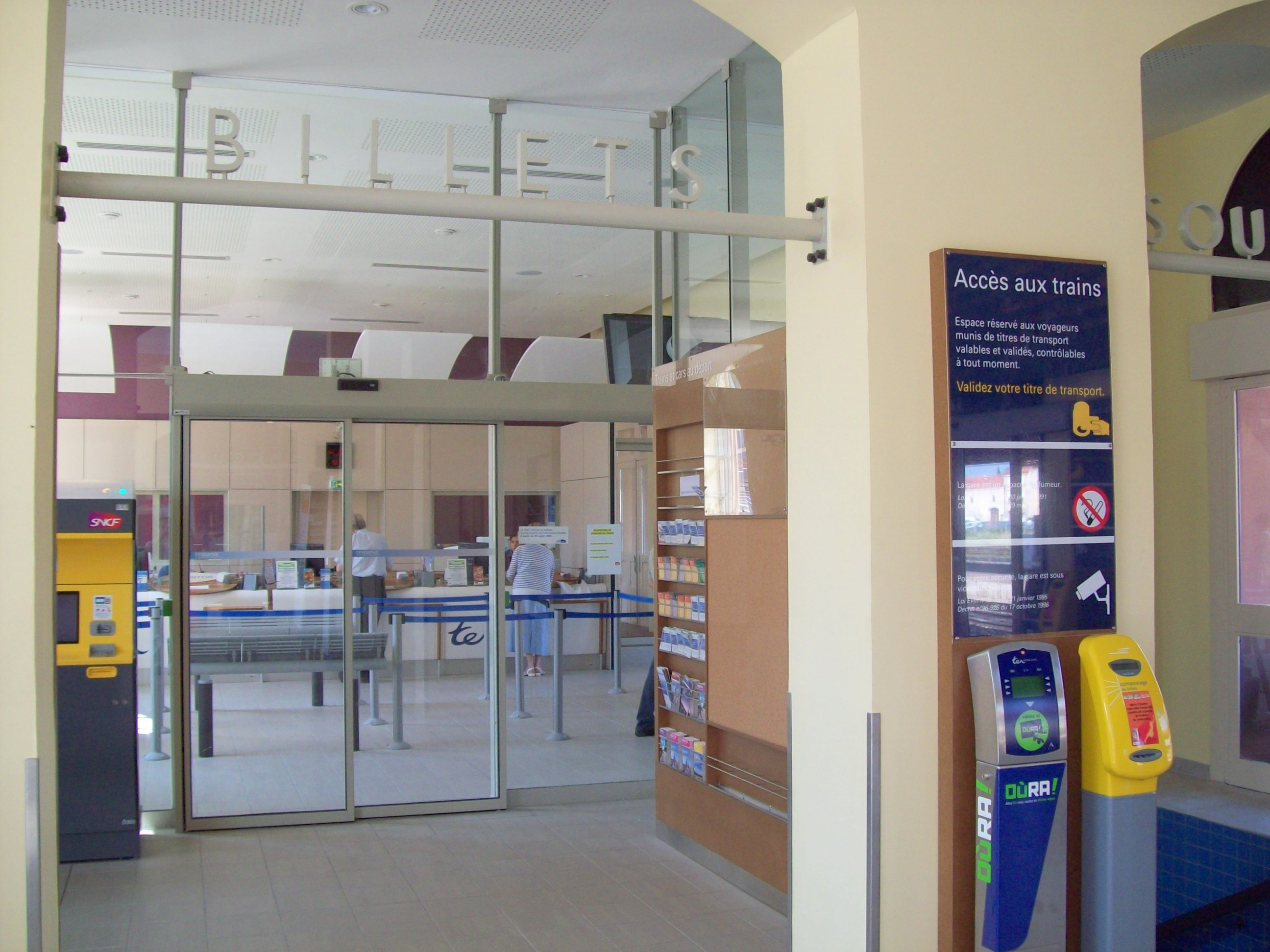
Salle Billetterie
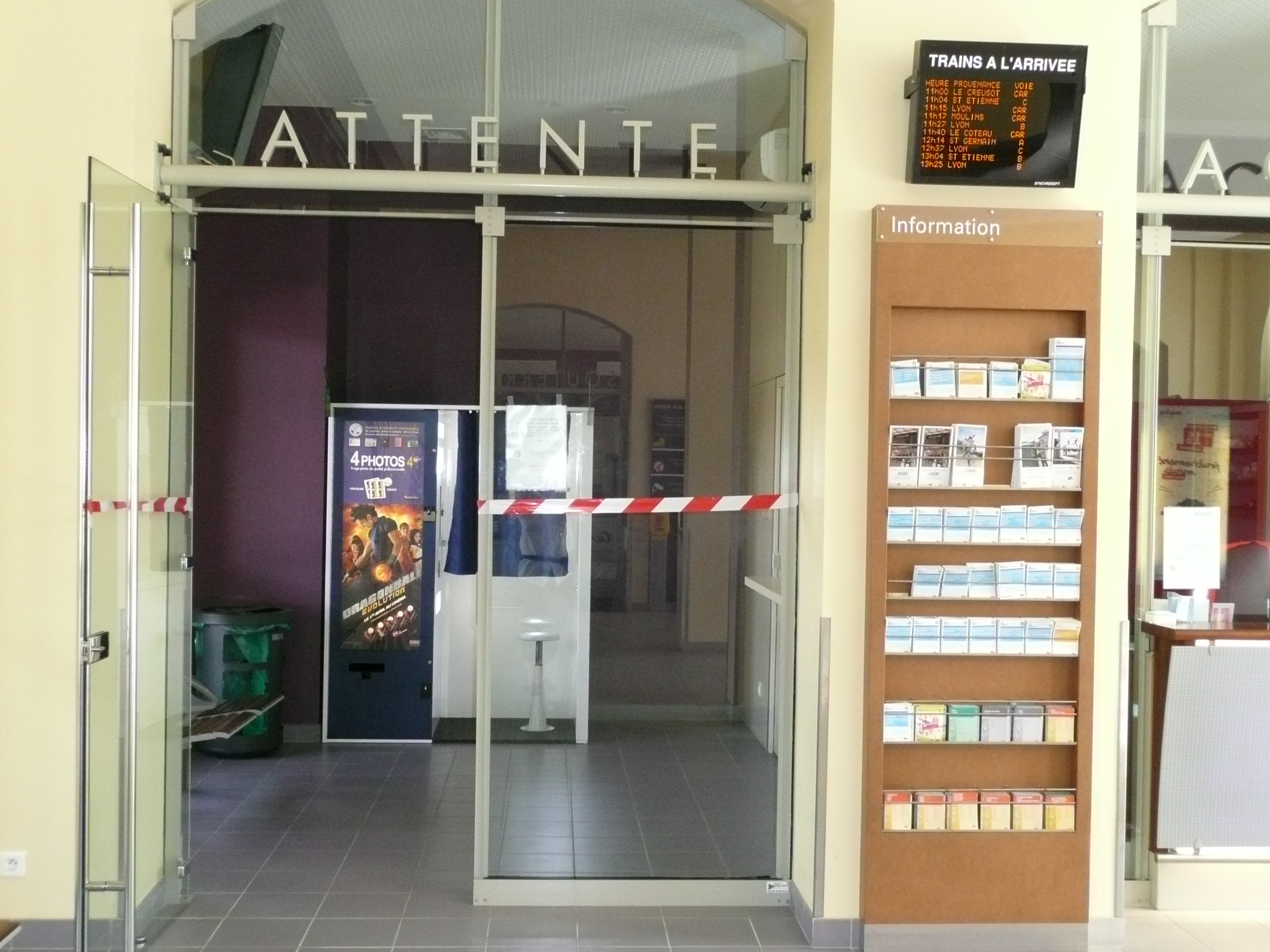
Salle d'attente.
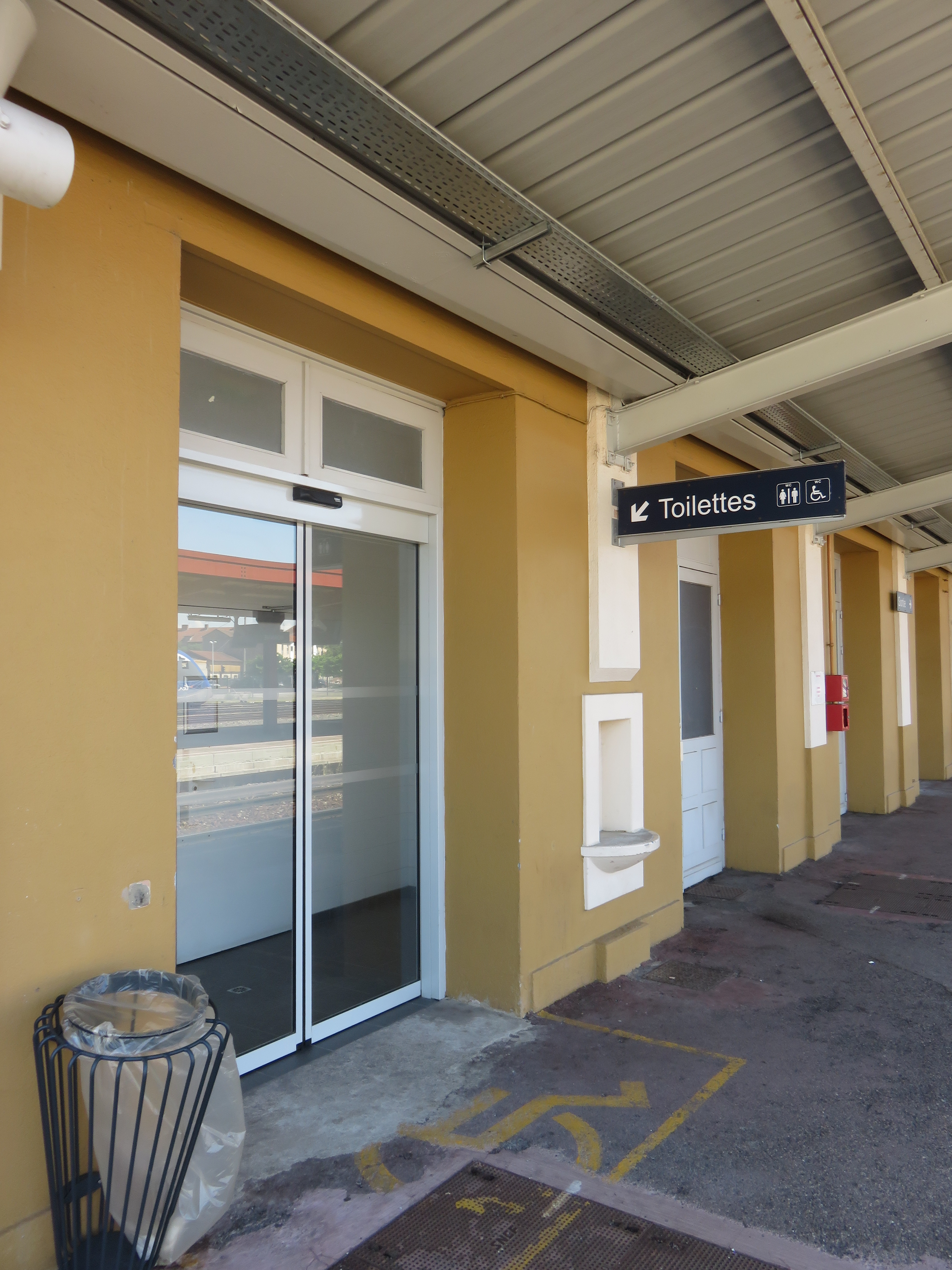
Accès Toilettes depuis le quai.

### Desserte
Roanne est desservie quotidiennement : par des trains régionaux à traction Diesel ou Bi-mode du réseau TER Auvergne-Rhône-Alpes en provenance et à destination de Saint-Étienne-Châteaucreux, Clermont-Ferrand, Lyon-Part-Dieu et Lyon-Perrache ; et par des trains Intercités avec voitures Corail de la SNCF, en provenance et à destination de Lyon-Perrache et Nantes.

Installations et desserte
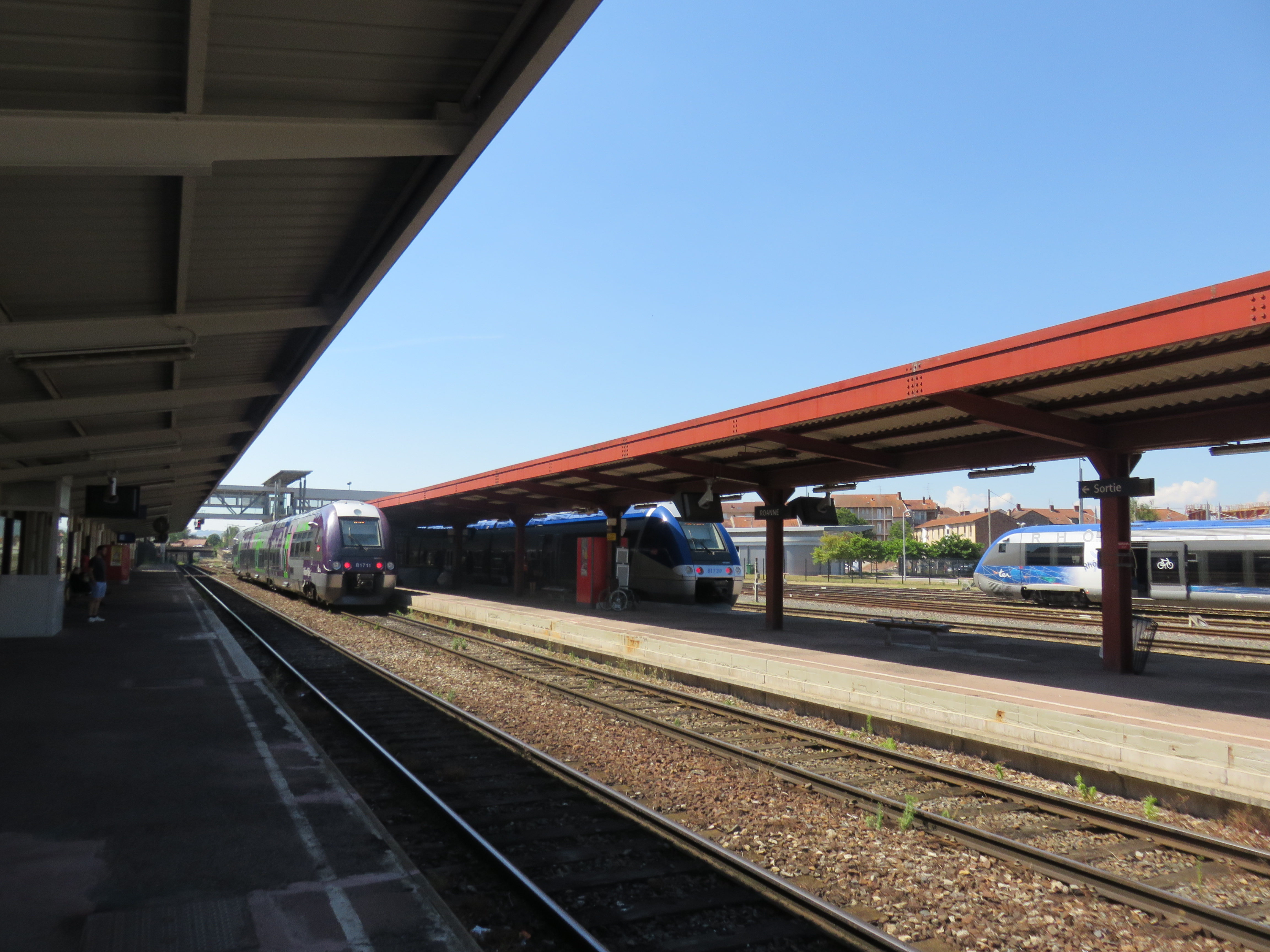
Brochette de rames diesel en gare (Juillet 2018).
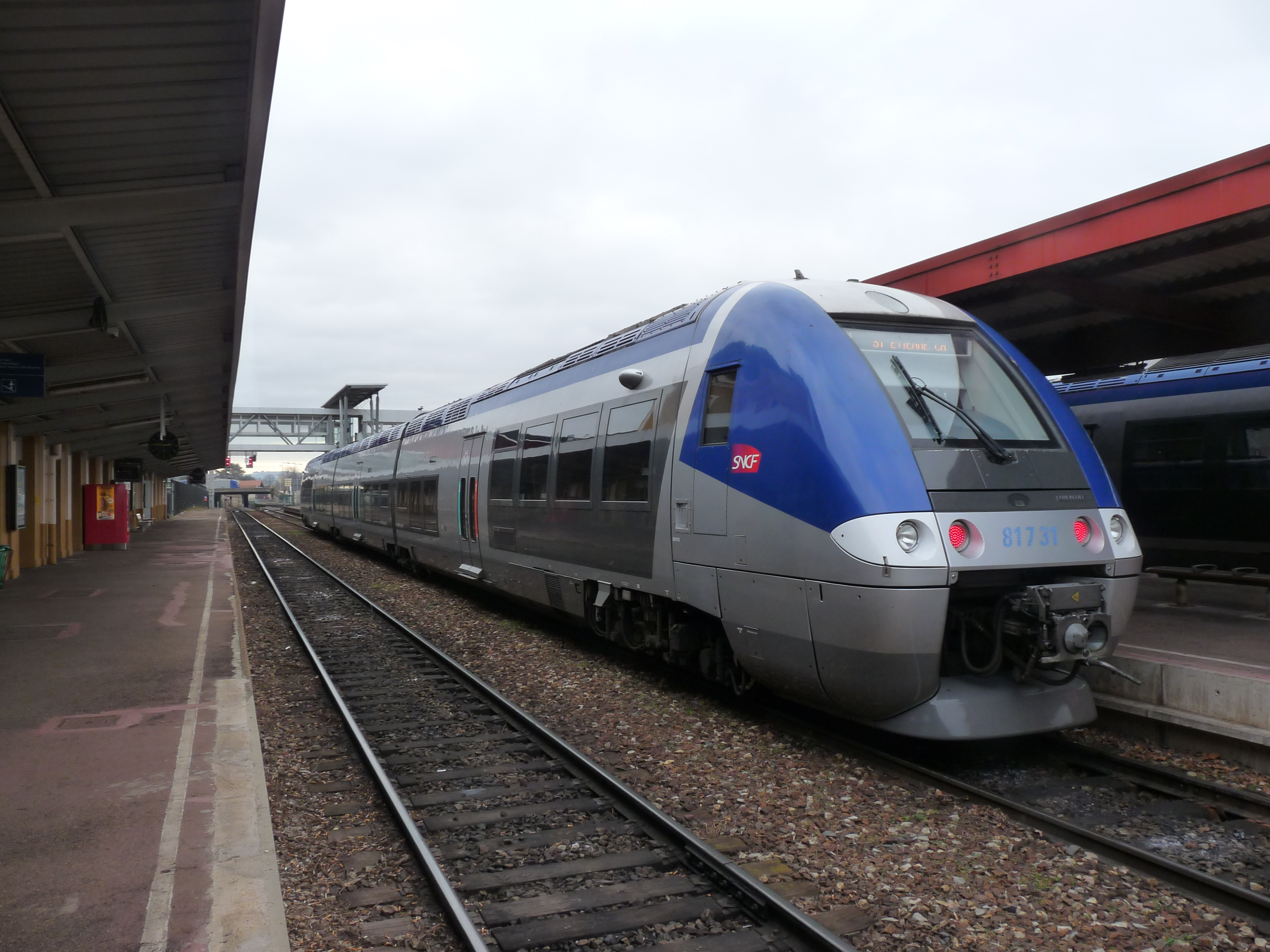
X 81731 Bombardier à quai (2017).
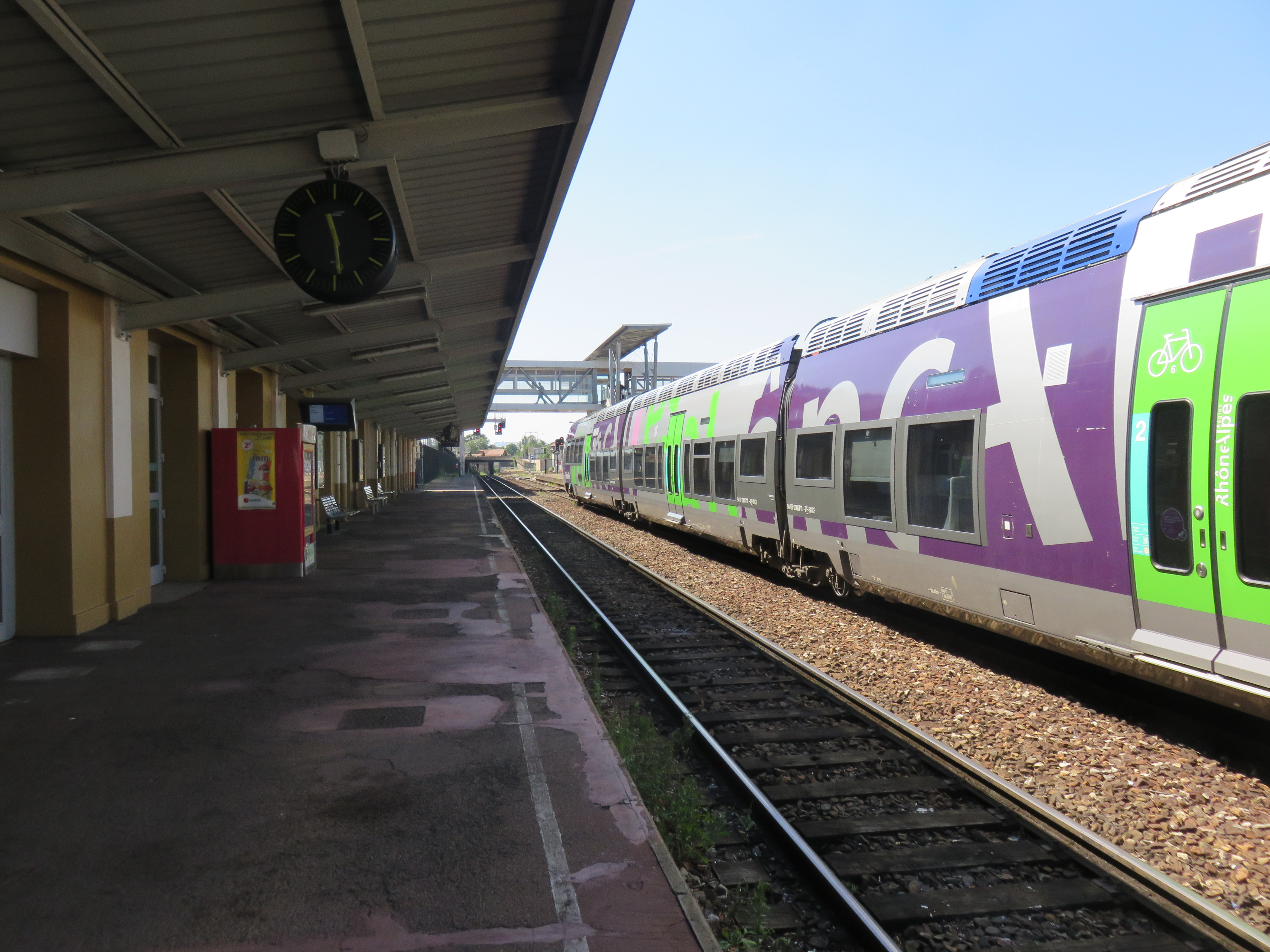
Rame en gare Voie A (Juillet 2018).

### Intermodalité
La gare est desservie par les lignes d'autobus City régulières 1 à 4, les lignes Péry 12 à 15, la ligne Proxy 20 et les lignes Fléxy à la demande du réseau STAR et des autocars qui font la liaison avec la gare du Creusot TGV. Un parc pour les vélos et un parking pour les véhicules y sont aménagés.
Elle est également desservie par les lignes L20, L22, et L25 des Cars Région Loire et la ligne 240 des Cars du Rhône.

## Service des marchandises
Cette gare est ouverte au service du fret (trains entiers seulement).

## Patrimoine ferroviaire
Le bâtiment voyageurs construit par la Compagnie du chemin de fer de Paris à Orléans (PO) avant 1958. En janvier 2017, la SNCF fait refaire la toiture en ardoise, « selon les directives de l'architecte des bâtiments de France », en « restituant faîtage, épis, mais également la jacobine. » entourant l'horloge, pour que le bâtiment retrouve son cachet d'origine. Le chantier organisé en deux tranches, débute le 9 janvier pour la tranche concernant le bâtiment principal, puis celui de la deuxième tranche, qui concerne les ailes nord et sud.

Après la restauration de la toiture
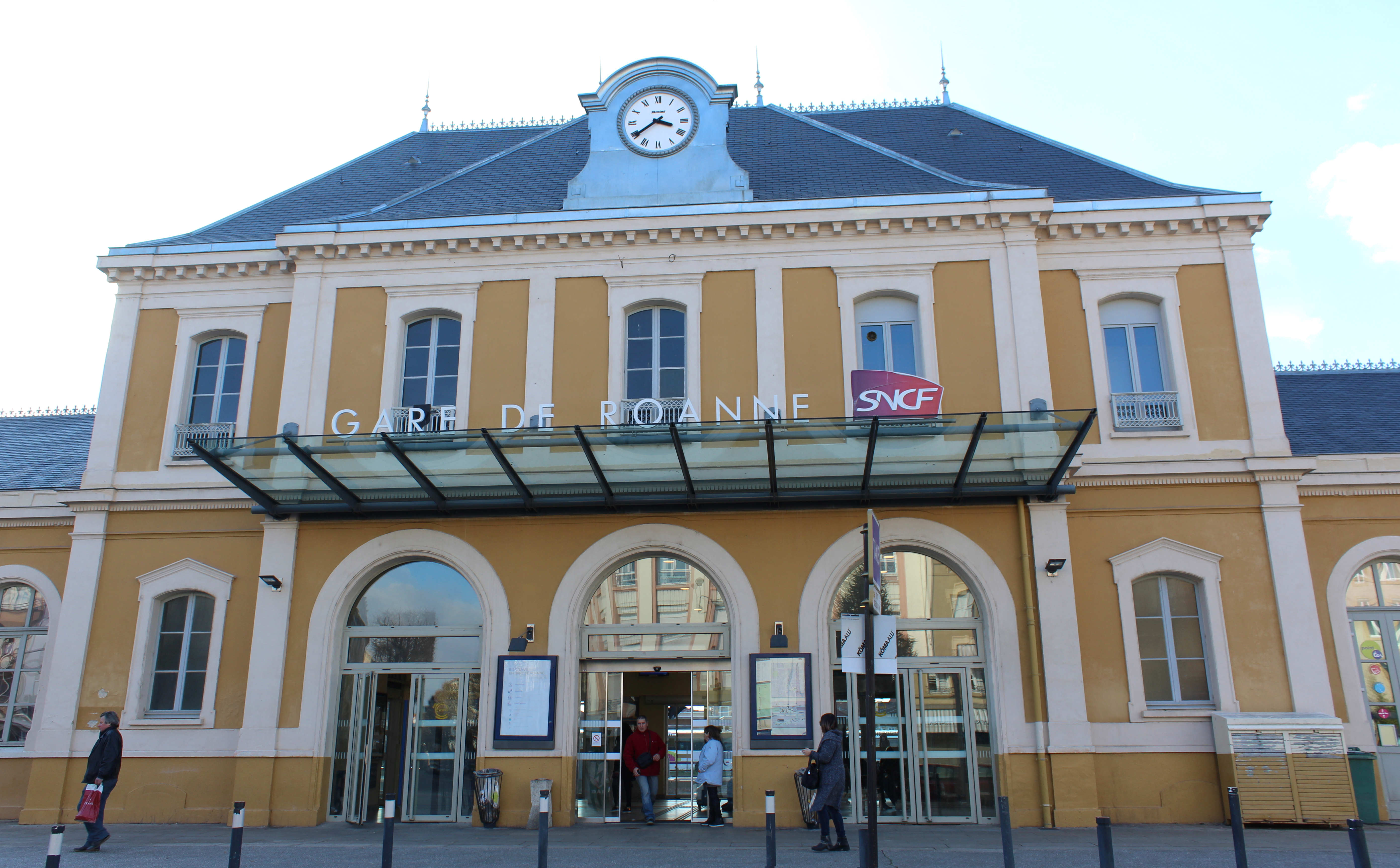
Façade d'entrée sur rue.
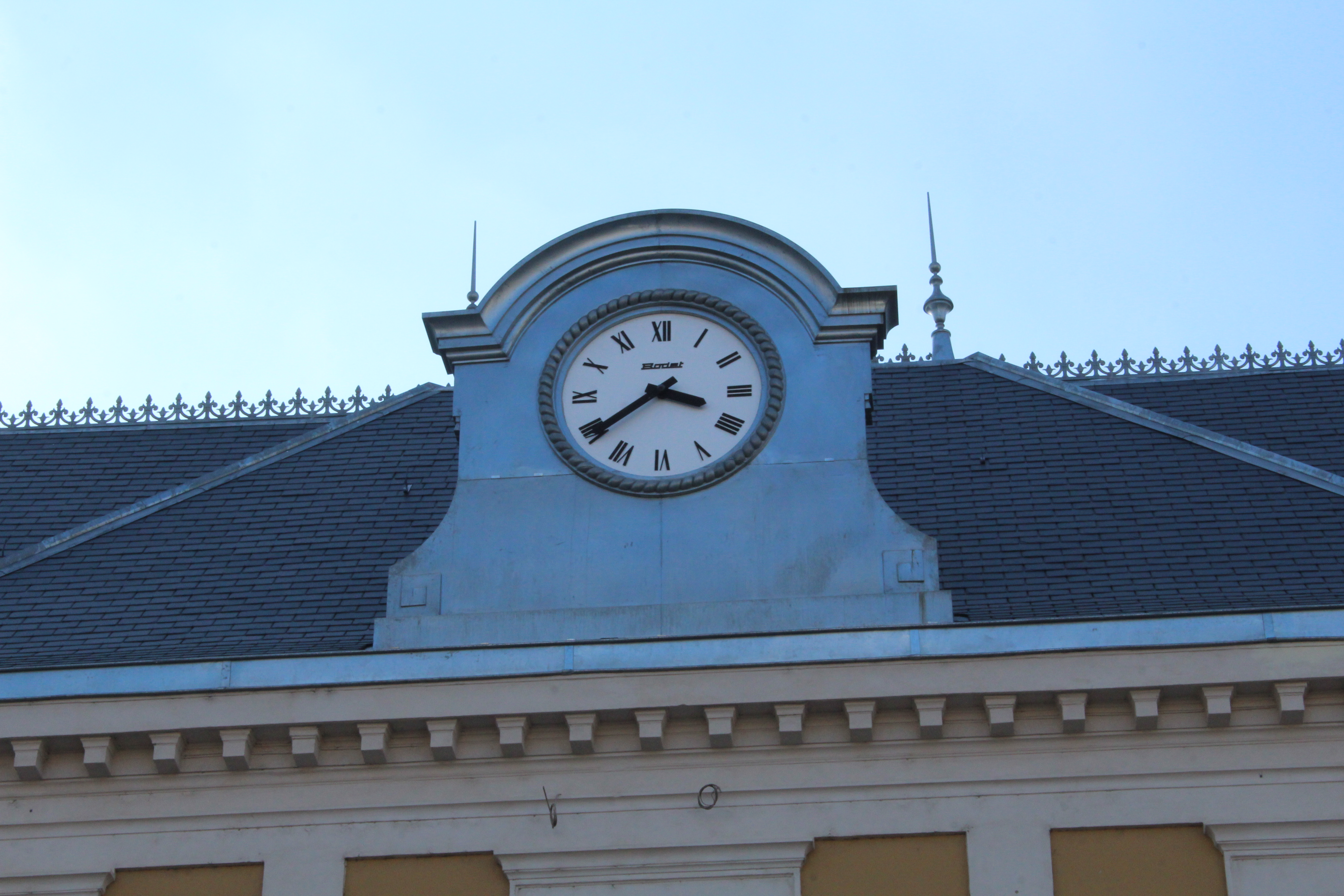
Détails de la pendule et la lucarne Jacobine.
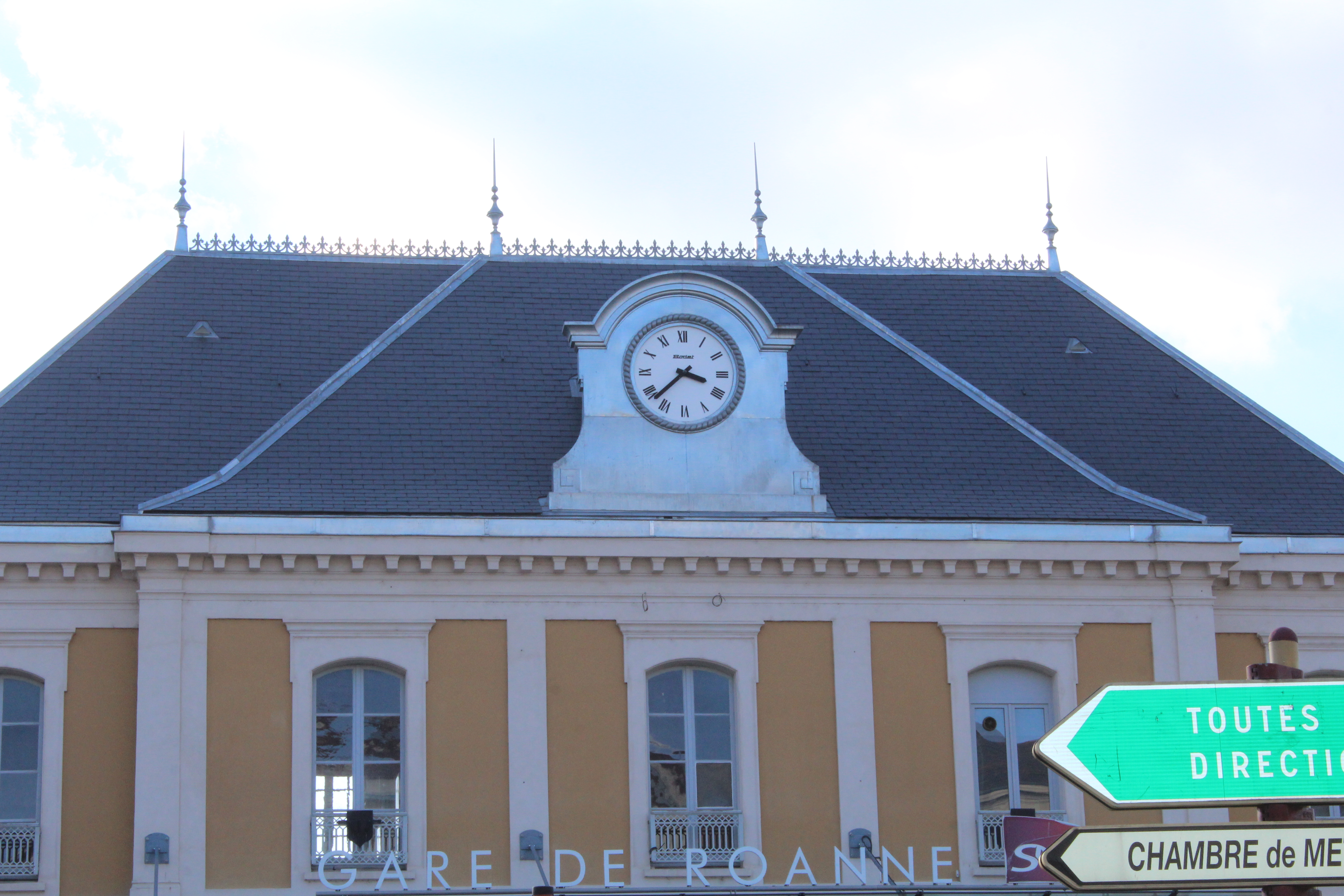
Toiture restaurée avec faitage et épis.